# Recița, Burgas
Recița (în bulgară Речица) este un sat în comuna Ruen, regiunea Burgas,  Bulgaria. 

## Demografie
Componența etnică a satului Recița
     Turci (97,83%)
     Nicio identificare (2,16%)
     Altele (0,72%)
La recensământul din 2011, populația satului Recița era de 830 locuitori. Din punct de vedere etnic, majoritatea locuitorilor (97,83%) erau turci. Pentru 2,16% din locuitori nu este cunoscută apartenența etnică.